# 泉州公交K308路
泉州公交K308路是中华人民共和国泉州市境内的一条公共交通线路，原名38路，全程19.3公里。起讫点为中骏世界城至清濛缺井村，运营时间为中骏世界城：6:20-18:40；清濛缺井村：7:00-19:40。

## 历史
- 2005年11月1日，泉州公交发展有限公司（公交集团前身）开通38路。初期运营区间为云谷公交站-清濛招商中心。初期运营时间为6:20-18:00，使用车辆为自3路退下的8部华新牌小巴[2][3]
- 2007年12月，38路接手并更换自30路、40路退下的8部华夏AC6750Q汽油无空调公交车
- 2008年2月15日，因火炬工业区内部道路施工，38路自该日起不再途经火炬工业区
- 2008年10月20日，因接驳第六届全国农运会观看比赛的需要，38路取消停靠云谷公交站，改为经由大坪山隧道、安吉路延伸至海峡体育中心始发终到[4]
- 2008年12月10日，因农运会结束后前往海峡体育中心客流稀少，38路缩回至云谷公交站始发终到，取消途经安吉路、海峡体育中心[5]
- 2009年10月，38路接手增加自27路退下的6部AC6750Q
- 2010年9月28日，38路更换为14部福达FZ6890UF3G3型柴油空调公交车[6]
- 2010年10月11日，38路闽CYA083号车在途经泉州开发区3号街时，为躲避对向驶来的小轿车，造成该车向左倾倒，造成该车内2人受伤[7]
- 2013年1月5日，38路与47（现K205路）互换车辆。38路接手并更换自47路退下的14部亚星JS6880C93H型柴油空调公交车
- 2014年11月1日，38路取消途经丰泽街、云谷公交站，改为途经安吉路、山海路、东辅路、体育街至中骏世界城始发终到[8]
- 2015年2月10日，应泉州市交通委关于《环泉州湾公交发展规划》的要求，泉州公交将38路更名为K308路[9]
- 2016年2月20日，因接驳中骏世界城元宵灯会展区赏灯客流需要，泉州公交临时延长K308路末班时间至22:40。2月24日取消延长时间，恢复原有末班时间[10]
- 2016年12月24日，K308路更换为15部金旅XML6105JHEVG5CN2型空调LNG插电混动城市客车[11]
- 2017年7月20日，K308路票价由分段计价¥2.0降为一票制¥1.0[12][13]
- 2018年1月18日，K308路更换为18部金旅XML6855JEVW0C型空调电动巴士[14]
- 2020年2月26日，K308路闽CYF100号车于城东公交场站内部与K604路闽CYG852号车发生相撞事故。造成闽CYF100左侧龙骨断裂，车身损毁严重。该车王姓司机则因颈动脉被玻璃划破失血过多，经抢救后不治身亡。[15][16]
- 2021年1月1日，K308路接手并更换自K205路退下的15部金旅XML6105JHEVG5CN2
- 2021年7月1日，K308路再次启用封存的14部XML6855JEVW0C，原配14部XML6105JHEVG5CN2封存，保留2部。配车数变为16部。，原配15部金旅XML6855JEVW0C封存。
- 2021年10月13日，因泉州大桥加固施工封闭半幅车道，K308路往缺井村方向临时取消途径泉州大桥。单向改为途径温陵南路、义全街、顺济新桥至南迎宾大道原线行驶，其余不变。[17]
- 2022年1月1日，K308路换回13部XML6105JHEVG5CN2，保留1部XML6855JEVW0C，其余13部封存
- 2022年1月11日，泉州大桥恢复双向通车，K308路自该日起取消途径温陵南路、义全街、顺济新桥，双向恢复途径宝洲街、泉州大桥。[18]
- 2022年2月13日，自该日起K308路单向取消停靠山海路口站。[19]
- 2022年3月16日，因疫情防控暂停中心市区范围内所有公交线路运营，K308路自当日首班起暂停运营至4月17日。[20]
- 2022年4月18日，K308路恢复运营。[21]
- 2022年4月24日，因崇宏街北侧路面改造施工需要，K308路自该日起临时取消途径崇宏街口、崇宏街、旧铺村后岭等站。改为途径德泰路、凤池路、吉泰路、崇文街、庆泰路至缺井村，并增停三兴集团站，其它不变。
- 2022年7月26日，因崇宏街南侧路面改造施工，K308路往中骏世界城方向临时取消途径旧铺村后岭、崇宏街、崇宏街口、三兴集团、锦信、清濛长途车站，改为途径安泰路、雅泰路、政泰路、庆泰路、崇顺街至仙公山公园站后原线行驶，其它不变。
- 2022年10月1日，K308路与601路互换车辆，K308路接手并更换2部XML6105JHEVG5CN2，原配2部XML6855JEVW0C互换至601路。
- 2022年10月26日，K308路双向恢复途径旧铺村后岭、崇宏街、崇宏街口、锦信、清濛长途车站，取消途径安泰路、雅泰路、政泰路、庆泰路、崇顺街。[22]
- 2023年7月1日，K308路再次启用封存的15部XML6855JEVW0C，原配15部XML6105JHEVG5CN2封存，配车数不变。
- 2023年8月17日，因南迎宾大道清濛段辅道施工，自该日起K308路往中骏世界城方向临时取消途径诺林商城、清濛，改为途径南迎宾大道至南迎宾崇宏街口调头，再途经清濛高架桥至金浦供水公司站后原线行驶，其它不变。[23]
- 2023年9月17日，K308路往中骏世界城方向恢复途径诺林商城、清濛，取消途径清濛高架桥。

## 站点
| 路线 | 路线 | 路线 | 所在地区、街道 | 所在地区、街道          | 站点名         | 备注                    |
| ---- | ---- | ---- | -------------- | ----------------------- | -------------- | ----------------------- |
|      |      |      | 丰泽区         | 体育街                  | 中骏世界城     | 起讫站                  |
|      |      |      | 丰泽区         | 体育街                  | 体育街西段     |                         |
|      |      |      | 丰泽区         | 东辅路                  | 东辅路北段     | 原名 喜盈门             |
|      |      |      | 丰泽区         | 东辅路                  | 东辅路中段     |                         |
|      |      |      | 丰泽区         | 东辅路                  | 东辅路南段     |                         |
|      |      |      | 丰泽区         | 东辅路                  | 皇墩新村       |                         |
|      |      |      | 丰泽区         | 山海路                  | 后园           |                         |
|      |      |      | 丰泽区         | 安吉路                  | 边防小区       | 原名 坪山洞东侧         |
|      |      |      | 丰泽区         | 坪山路                  | 泉州农校       |                         |
|      |      |      | 丰泽区         | 坪山路                  | 云谷工业区     |                         |
|      |      |      | 丰泽区         | 坪山路                  | 妙云街口       | 原名 丰泽区行政服务中心 |
|      |      |      | 丰泽区         | 坪山路                  | 客运中心站东门 |                         |
|      |      |      | 丰泽区         | 坪山路                  | 坪山路南段     |                         |
|      |      |      | 丰泽区         | 坪山路                  | 宝洲街口       | 原名 丰泽客运站         |
|      |      |      | 丰泽区         | 宝洲街                  | 雅园路口       | 原名 行政执法局         |
|      |      |      | 丰泽区         | 宝洲街                  | 宝洲街中段     |                         |
|      |      |      | 丰泽区         | 宝洲街                  | 浦西村口       |                         |
|      |      |      | 丰泽区         | 宝洲街                  | 东南医院       |                         |
|      |      |      | 丰泽区         | 宝洲街                  | 宝洲街西段     | 原名 宏昌宾馆           |
|      |      |      | 鲤城区         | 南迎宾大道 （ 324国道） | 展览城         |                         |
|      |      |      | 鲤城区         | 南迎宾大道 （ 324国道） | 金浦供水公司   | 原名 万祥医院           |
|      |      |      | 开发区         | 南迎宾大道 （ 324国道） | 清濛           |                         |
|      |      |      | 开发区         | 南迎宾大道 （ 324国道） | 诺林商城       |                         |
|      |      |      | 开发区         | 德泰路                  | 清濛科技园     |                         |
|      |      |      | 开发区         | 德泰路                  | 仙公山公园     |                         |
|      |      |      | 开发区         | 德泰路                  | 崇惠街口       | 原名 清濛长途车站       |
|      |      |      | 开发区         | 德泰路                  | 锦信           |                         |
|      |      |      | 开发区         | 崇宏街                  | 崇宏街口       |                         |
|      |      |      | 开发区         | 崇宏街                  | 崇宏街         |                         |
|      |      |      | 开发区         | 崇宏街                  | 旧铺村后岭     | 原名 中意集团           |
|      |      |      | 开发区         | 庆泰路                  | 清濛缺井村     | 起讫站                  |

## 票价
K308路计价方式为一票制，全程票价¥1.0。其中：
- 泉通卡普通卡9折，月票卡乘坐需刷1次。敬老卡、爱心卡有效
- 可使用泉城通APP或支付宝、云闪付、微信乘车码支付

## 配车
K308路配车数总计16部，其中：
- 金旅XML6855JEVW0C  16部

- 华夏AC6750Q
（2007.12 - 2010.9）
- 福达FZ6890UF3G3
（2010.9 - 2013.1）
- 亚星JS6880C93H
（2013.1 - 2016.12）
- 金旅XML6105JHEVG5CN2
（2016.12 - 2018.1 / 2021.1 - 2023.6）
- 西虎QAC6100HEVG8
（2017.4 - 2017.6，机动）
- 大金龙XMQ6802AGBEVL2
（2018.10 - 2018.12，机动）
- 金旅XML6855JEVW0C
（2018.1 - ）

## 相关
- 泉州公交线路列表